# HUMAN COMPLEX Part. 1
《HUMAN COMPLEX Part. 1》은 대한민국의 음악인 김사랑의 네 번째 정규앨범 중 첫 번째 파트인 EP앨범이다.

## 앨범
2010년 싱글 〈Good bye〉이후 새로운 음악작업을 해오던 김사랑은 새 소속사와 전속계약을 맺고 2013년 7월 26일에 새 앨범의 신곡〈ICU〉를 선공개했다. 미장센 영화제 시각효과 연출상을 받은 김용민 감독이 제작한 〈ICU〉의 뮤직비디오에서는 김사랑이 좀비, 우주인, 회사원을 연기했다. 그리고 다음 달안 8월 5일에 《HUMAN COMPLEX Part. 1》이 발매되었는데, 정규음반으로는 2007년 이후 6년만에 발표된 앨범이다.
9월 28일과 29일에는 4집 발매기념 단독 콘서트를 개최했다.

## 수록곡
전체 작사·작곡: 김사랑
| #  | 제목                        | 재생 시간 |
| -- | --------------------------- | --------- |
| 1. | 〈HUMAN COMPLEX〉           | 2:39      |
| 2. | 〈I C U〉                   | 4:01      |
| 3. | 〈STALKER〉                 | 3:19      |
| 4. | 〈너란 놈〉                 | 3:55      |
| 5. | 〈REBORN〉                  | 3:34      |
| 6. | 〈너란 놈〉 (Acoustic Ver.) | 3:53      |

## 참여
이 목록은 해당 앨범의 부클릿 〈Credit〉목록에서 발췌하였다.
- 김사랑 - 프로듀서, 보컬, 코러스, 악기, 녹음, 믹싱
- AIO 컴퍼니, Shofar 뮤직 - 이그제큐티브 프로듀서
- 공훈철 - 관리
- 전[BigBoom]훈(소닉 코리아) - 마스터링
- 천시우 프로덕션 - A&R
- 천시우, 롤링 컬쳐원 - 온라인 마케팅
- 롤링컬쳐원 - 오프라인 마케팅
- 황세환, 김민구, 이정민 - 매니지먼트
- 이은주 실장(Like a Yuki), 전희정, 손미림 - 스타일리스트
- 김용민(Astply) - 뮤직비디오 디렉터, 아트워크, 디자인
- 송지훈 - SNS 컨설턴트